# 석양을 보고 있니?
〈석양을 보고 있니?〉(夕陽を見ているか? 유히오 미테이루카?[*])는 일본의 아이돌 그룹 AKB48의 여섯 번째 싱글이다.

## 개요
노래의 싱글판은 초도 생산 한정판A, 초도 생산 한정판B, 통상판의 3종류가 발매됐다. 초도 생산 한정판A에는 DVD가 부속되어있으며, 전작 〈나의 태양〉 뮤직비디오가 수록되어있다. 한편, 초도 생산 한정판B에는 〈석양을 보고 있니?〉의 두 가지의 리믹스 버전이 수록되어있다.
캐치프레이즈는, “스스로를 칭찬해 주자. 너는 너답게 살고 있어.”이다. 노래의 TV 스팟은 오오시마 유코가 나레이션을 담당했다.
2016년 3월 기준으로, AKB48 전체 싱글 중에서 판매 매출이 가장 낮다.
노래는 2011년 10월 23일에 닛폰 방송에서 방송된 《닛폰 방송 스페셜 AKB · SKE · NMB · SDN가 고른 한 곡!! 마이 리퀘스트 아워 베스트10》(ニッポン放送スペシャル AKB・SKE・NMB・SDNが選ぶこの一曲!! マイリクエストアワーベスト10)에서는 멤버의 인기투표로 제1위가 됐다.
뮤직비디오는 타카하시 에이키가 감독을 맡고 있다. 그가 감독을 맡은 것은 《경멸하고 있던 애정》에 이어서 두 번째가 된다. 옥외 촬영은 나가노현 우에다시의 우에다 전철 벳쇼센 야기사와 역이나 그 주변에서 촬영됐다. 그 영상은 AKB48의 첫 번째 정규 음반 《Set List: Greatest Songs 2006-2007》에 부속되어있는 DVD에 수록되어있다.

## 미디어에서의 사용
- 마이니치 방송 · TBS 계열 《랭킹의 낙원》 닫는 곡
- 후생노동성 2007년 유니버설 기능 오륜 국제 대회 TV 광고 음악
- TBS 계열 《앗코에게 맡겨줘!》 닫는 곡
- 분카 방송 《AKB48 내일까지 조금 더.》 엔딩 싱글
- 아사히 음료 WONDA ‘터치편’ TV 광고 음악

## 수록곡
CD
| #  | 제목                                                                   | 재생 시간 |
| -- | ---------------------------------------------------------------------- | --------- |
| 1. | 〈夕陽を見ているか?（Original Mix）→석양을 보고 있니? (Original Mix)〉 | 4:58      |
| 2. | 〈ビバ! ハリケーン→비바! 허리케인〉                                    | 4:00      |
| 3. | 〈夕陽を見ているか?〉 (Original Mix Instrumental)                      | 4:58      |

| #            | 제목                                                                   | 작사            | 작곡              | 편곡  | 재생 시간 |
| ------------ | ---------------------------------------------------------------------- | --------------- | ----------------- | ----- | --------- |
| 1.           | 〈夕陽を見ているか?（Original Mix）→석양을 보고 있니? (Original Mix)〉 | 아키모토 야스시 | 오카다 미오       | 4:58  |           |
| 2.           | 〈ビバ! ハリケーン→비바! 허리케인〉                                    | 아키모토 야스시 | 이노우에 요시마사 | 4:00  |           |
| 3.           | 〈夕陽を見ているか? 〉 (Original Mix Instrumental)                     |                 | 오카다 미오       | 4:58  |           |
| 4.           | 〈ビバ! ハリケーン〉 (Instrumental)                                    |                 | 이노우에 요시마사 | 4:00  |           |
| 총 재생 시간 | 총 재생 시간                                                           | 총 재생 시간    | 총 재생 시간      | 17:56 |           |

| #            | 제목                                                                        | 재생 시간 |
| ------------ | --------------------------------------------------------------------------- | --------- |
| 1.           | 〈夕陽を見ているか?（Original Mix）→석양을 보고 있니? (Original Mix)〉      | 4:58      |
| 2.           | 〈ビバ! ハリケーン→비바! 허리케인〉                                         | 4:00      |
| 3.           | 〈夕陽を見ているか?（ひまわり2.0Mix）→석양을 보고 있니? (해바라기 2.0Mix)〉 | 4:55      |
| 4.           | 〈夕陽を見ているか?（ひまわり2.1Mix）→석양을 보고 있니? (해바라기 2.1Mix)〉 | 4:55      |
| 5.           | 〈夕陽を見ているか?〉 (Original Mix Instrumental)                           | 4:58      |
| 6.           | 〈ビバ! ハリケーン〉 (Instrumental)                                         | 4:00      |
| 총 재생 시간 | 총 재생 시간                                                                | 27:57     |

DVD
| #  | 제목                                               | 재생 시간 |
| -- | -------------------------------------------------- | --------- |
| 1. | 〈僕の太陽→나의 태양〉                             |           |
| 2. | 〈Making of 「僕の太陽」→나의 태양 (메이킹 필름)〉 |           |

## 선발 멤버
(굵은 글씨는 초도 한정판A·B의 자켓 멤버)

### 석양을 보고 있니? (Original Mix)
(센터:마에다 아츠코, 코지마 하루나)
- AKB48:이타노 토모미, 코지마 하루나, 다카하시 미나미, 마에다 아츠코, 미네기시 미나미, 오오시마 유코, 오노 에레나, 카사이 토모미, 미야자와 사에, 와타나베 마유

### 석양을 보고 있니? (해바라기 2.0Mix)
- AKB48:오오시마 마이, 카와사키 노조미, 코지마 하루나, 코마타니 히토미, 시노다 마리코, 다카하시 미나미, 토지마 하나, 나카니시 리나, 마에다 아츠코, 마스야마 카야노, 아키모토 사야카, 오쿠 마나미, 코바야시 카나, 노로 카요, 하야노 카오루, 쿠라모치 아스카

### 석양을 보고 있니? (해바라기 2.1Mix)
- AKB48:이타노 토모미, 오오에 토모미, 사토 유카리, 나리타 리사, 미네기시 미나미, 오오시마 유코, 오오호리 메구미, 오노 에레나, 카사이 토모미, 사토 나츠키, 마스다 유카, 마츠바라 나츠미, 미야자와 사에, 사토 아미나, 데구치 아키, 나루세 리사

### 비바! 허리케인
〈해바라기조〉 명의
- AKB48:이타노 토모미, 오오시마 마이, 코지마 하루나, 시노다 마리코, 다카하시 미나미, 나카니시 리나, 마에다 아츠코, 미네기시 미나미, 아키모토 사야카, 오오시마 유코, 오노 에레나, 카사이 토모미, 사토 나츠키, 노로 카요, 마스다 유카, 미야자와 사에

## JKT48 버전
〈Yuuhi wo Miteiruka? - Apakah Kau Melihat Mentari Senja? - 유히 오 미테이루카? - 아파카 카우 믈리핫 믄타리 센자-[*]〉는 AKB48의 자매 그룹인 JKT48의 두 번째 싱글로 2013년 7월 3일에 Hits Records에서 발매됐다. 노래의 센터 포지션은 멜로디 누람다니 라크사니와 제시카 베란다이다.
싱글판은 일반과 극장판이 있다. 일반판에는 DVD가 들어있는 것 외에 특전으로 10명 중 랜덤으로 1장의 멤버 생사진 및 팀 KIII 스페셜 포토가 들어있다. 후자는 초도 발매분 10,000장에만 들어있는 한정 아아템이다. 극장판은 CD뿐이며 특전으로 개별 악수권 1장 및 51명 중에서 랜덤으로 1장의 트럼프 카드가 들어있다. 또, 일반판에 대해서는 인도네시아에서의 발매 후에 일본용 특별판이 발매되게 됐으며 특전으로 10명 중 랜덤으로 1장의 선발 멤버 생사진이 추가되며 타카죠 아키, 나카가와 하루카의 생사진 중 하나가 봉입된다.

### 수록 내용
자켓 사진 (표지):〈Yuuhi wo Miteiruka?〉 선발 멤버 10명
CD
| #            | 제목                                                                            | 재생 시간 |
| ------------ | ------------------------------------------------------------------------------- | --------- |
| 1.           | 〈Yuuhi wo Miteiruka? - Apakah Kau Melihat Mentari Senja? -→석양을 보고 있니?〉 | 4:55      |
| 2.           | 〈Nagai Hikari - Cahaya Panjang -→긴 빛〉                                       | 6:00      |
| 3.           | 〈1! 2! 3! 4! Yoroshiku!〉                                                      | 5:03      |
| 총 재생 시간 | 총 재생 시간                                                                    | 13:32     |

| #            | 제목                                | 재생 시간 |
| ------------ | ----------------------------------- | --------- |
| 4.           | 〈Viva! Hurricane!→비바! 허리케인〉 | 3:58      |
| 총 재생 시간 | 총 재생 시간                        | 17:36     |

DVD
| #  | 제목 | 재생 시간 |
| -- | --- | --------- |
| 1. | 〈Yuuhi wo Miteiruka? Music Video - Apakah Kau Melihat Mentari Senja? Music Video -〉                                     |           |
| 2. | 〈Yuuhi wo Miteiruka? Music Video Behind The Scenes - Apakah Kau Melihat Mentari Senja? Music Video Behind The Scenes -〉 |           |

특전
- 일반판
  - 선발 멤버 생사진 1매 (10명 중 1매가 랜덤으로 봉입)
  - Team KIII Special Photo (초회 프레스 10,000매에만 봉입되어있는 한정 아이템)
- 일본용 특별판 특전
  - 타카죠 아키, 나카가와 하루카 생사진 둘 중 1매 (2종)
- 극장판
  - 개별 악수권 1매 (JKT48 극장에서 구입만)
  - 트럼프 카드 1매 (51명 중 1매가 랜덤으로 봉입)

### 선발 멤버
소속 팀은 발매 시점

#### 석양을 보고 있니?
(센터: 멜로디 누람다니 라크사니, 제시카 베란다)
- 팀J: 제시카 베란다, 샤니아 주니아나타, 신타 나오미, 신디 유비아, 나카가와 하루카, 나탈리아, 멜로디 누람다니 라크사니, 라투 비엔니 피트릴리마, 로나 앙그레아니

#### 긴 빛
(센터: 타카죠 아키)
- 팀J: 아야나 사합, 제시카 바니아, 제시카 베란다, 샤니아 주니아나타, 신디 굴라, 스텔라 코르넬리아, 센디 아리아니, 소냐 판다르마완, 타카죠 아키, 데비 키날 푸트리, 나카가와 하루카, 나빌라 라트나 아유, 노자와 레나, 베비 카에사라 아나딜라, 멜로디 누람다니 라크사니, 레즈키 위란티 디커

#### 1!2!3!4! 잘 부탁해!
(센터: 신디 유비아, 로나 앙그레아니)
- 팀KIII: 알리시아 칸지아, 제니퍼 한나, 신카 줄리아니, 신타 나오미, 신디 유비아, 탈리아, 델라 델리아, 드위 푸트리 보니타, 나탈리아, 나딜라 신디 완타리, 노엘라 시스테리나, 노엘라 시스테리나, 비비요나 아프리아니, 라투 비엔니 피트릴리아, 리스카 파이루니사, 리디아 마우리다 쥬한다르, 로나 앙그레아니

#### 비바! 허리케인
(센터: 신디 유비아)
- 팀KIII: 알리시아 칸지아, 인타르 푸트리 카리나, 옥티 솁핀, 사크티아 옥타비아니, 제니퍼 라헬 나타샤, 신타 나오니, 신디 유비아, 탈리아 이방카 엘리자베스, 데나 시티 로햐티, 델라 델리아, 델리아 에르디타, 나디파 카리마, 노빈타 디니, 파히르야니 샤파리얀티, 프리실리아 사리 데위, 라투 비엔니 피트릴리아, 로나 앙그레아니

## AKB48 Team TP 버전
《석양을 보고 있니?》(중국어 정체자: 看見夕陽了嗎?, 병음: Kànjiàn xīyángle ma? 칸젠시양러마?[*], 한자음: 간견석양요마?)는 AKB48의 타이완 자매 그룹인 AKB48 Team TP의 세 번째 싱글이다. 유니버설 뮤직 타이완을 통해서 2019년 12월 25일에 발매되었다.

### 수록 내용
| #  | 제목                                | 재생 시간 |
| -- | ----------------------------------- | --------- |
| 1. | 〈看見夕陽了嗎? 석양을 보고 있니?〉 | 5:01      |
| 2. | 〈Only today〉                      | 3:24      |
| 3. | 〈心型病毒 하트형 바이러스〉        | 3:59      |
| 4. | 〈看見夕陽了嗎? off vocal ver.〉    |           |
| 5. | 〈Only today off vocal ver.〉       |           |
| 6. | 〈心型病毒 off vocal ver.〉         |           |

| #  | 제목                          | 재생 시간 |
| -- | ----------------------------- | --------- |
| 1. | 〈看見夕陽了嗎? Music Video〉 |           |

### 내용주
원곡
1. 1 2  AKB48〈夕陽を見ているか? / 석양을 보고 있니?〉
2. ↑  AKB48〈長い光〉
3. ↑  SKE48〈1!2!3!4! ヨロシク!/ 1!2!3!4! 잘 부탁해!〉
4. ↑  AKB48〈ビバ! ハリケーン〉
5. ↑  AKB48 〈Only today〉
6. ↑  AKB48 〈ハート型ウイルス / 하트형 바이러스〉

### 참조주
1. ↑  “AKB48のCDシングルランキング AKB48のプロフィールならオリコン芸能人事典” [AKB48의 CD 싱글 랭킹 AKB48의 프로필이라면 오리콘 예능인 사전] (일본어). 오리콘 스타일.
2. ↑  “【予約】JKT48「Yuuhi wo Miteiruka?」通常盤<CD+DVD>日本向け特別盤” [【예약】JKT48 ‘Yuuhi wo Miteiruka?’ 일반판 <CD+DVD> 일본용 특별판] (일본어). AKB48 DVD&CD SHOP. 2013년 7월 6일에 원본 문서에서 보존된 문서. 2013년 7월 3일에 확인함.
3. ↑  “AKB48 Team TP添8生力軍 邱品涵嗨攻NHK紅白”. 《自由時報》 (중국어). 2019년 12월 22일. 2019년 12월 24일에 확인함.